# ماغنوس بيدرسن
ماغنوس بيدرسن (بالدنماركية: Magnus Pedersen)‏ هو لاعب كرة قدم دانمركي في مركز الدفاع، ولد في 23 نوفمبر 1996. شارك مع منتخب الدنمارك تحت 19 سنة لكرة القدم. أما مع النوادي، فقد لعب مع نادي أودنسه ونادي سوغندال لكرة القدم.

## وصلات خارجية
- ماغنوس بيدرسن على موقع قاعدة بيانات كرة القدم.إي يو (الإنجليزية)
- ماغنوس بيدرسن على موقع Soccerway.com (الإنجليزية)